# 山下紘加
山下 紘加（やました ひろか、1994年 - ）は、日本の小説家。東京都出身。

## 経歴
2015年、「ドール」で第52回文藝賞受賞しデビュー。ラブドールを題材にした作品を描いたのは、ラブドールが扱われている映画などを観たことに起因する。2022年、「あくてえ」で第167回芥川龍之介賞候補。

## 作品リスト

### 単行本
- 『ドール』（2015年11月 河出書房新社）
  - 初出:『文藝』2015年冬季号
- 『クロス』（2020年4月 河出書房新社）
  - 初出:『文藝』2020年春季号
- 『エラー』（2021年5月 河出書房新社）
  - 初出:『文藝』2021年春季号
- 『あくてえ』（2022年7月 河出書房新社）
  - 初出:『文藝』2022年夏季号
- 『煩悩』（2023年10月 河出書房新社）
  - 初出:『文藝』2023年秋季号
- 『可及的に、すみやかに』（2024年9月 中央公論新社）
  - 掌中 - 『文學界』2023年3月号
  - 可及的に、すみやかに - 『文學界』2024年7月号

### 共著・アンソロジー
- 『私の身体を生きる』（西加奈子ほか 2024年5月 文藝春秋）
  - 「肉体の尊厳」 - 『文學界』2023年4月号
- 『文学2025』（日本文藝家協会編 2025年6月 講談社）
  - 「わたしは、」 - 『文藝』2024年夏季号

### 雑誌掲載作品

#### 小説
- 「空 そこに私はいない」 - 『文藝』2016年秋季号
- 「体温」 - 『小説新潮』2016年8月号
- 「水に光る」 - 『文藝』2017年冬季号
- 「最後の女」 - 『文藝』2020年夏季号
- 「誘う舌」 - 『an・an』No.2236 2021年2月10日号
- 「二重奏」 - 『文藝』2021年冬季号

#### エッセイ・書評
- 「私の中の特別な小説」 - 『文學界』2016年1月号
- 「青春の熱」 - 『すばる』2016年2月号
- 「私の三大殻付きナッツ」 - 『群像』2016年2月号
- 「時空を越える生命体と翻弄される人々の姿」（桜庭一樹著 手塚治虫原案『小説 火の鳥 大地編（上・下）』書評）[4] - 『文藝』2021年夏季号
- 「「小説家」という生き物」（山田詠美『私のことだま漂流記』書評）[5] - 『文藝』2023年春季号
- 「愛と衛生」 - 『群像』2023年3月号
- 「忘却は人間の救い」（村井理子『実母と義母』書評） - 『すばる』2023年12月号
- 「日日是好日」 - 『すばる』2024年1月号 - 3月号

#### 対談
- 星野智幸×山下紘加 対談「『視線』から踏み込んだ世界」 - 『文藝』2015年冬季号